# Murchad Midi

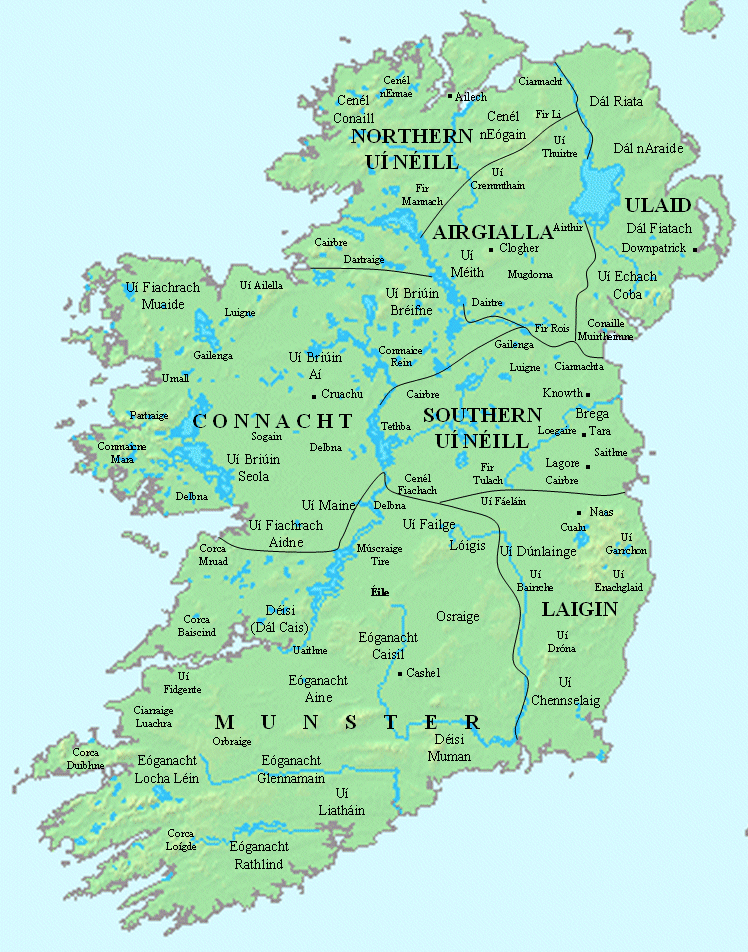
Irlanda en el. El reino de Uisnech no aparece. Se situaría bajo las palabras "Southern Uí Néill".

Murchad mac Diarmato (m. 715), llamado Murchad Midi (Murchad de Meath), fue un rey irlandés. Uno de los cuatro o más hijos de Diarmait Dian, sucedió a su padre como Rey de Uisnech tras su muerte en 689.

## Vida
Los reyes de Uisnech gobernaban un reino con centro en el actual Condado de Westmeath, llamado por Uisnech (también Ushnagh), la colina de Uisneach, considerada como el centro de Irlanda. Pertenecían a los Clann Cholmáin, un grupo familiar descendiente de Colmán Már, hijo de Diarmait mac Cerbaill, y figuraban entre las familias de la dinastía meridional de los Uí Néill. En el siglo VII, el grupo dominante de esta dinastía, que compartía el título de Rey Supremo de Irlanda o Rey de Tara con los Cenél Conaill, de los Uí Neill septentrionales, eran los Síl nÁedo Sláine, cuyas tierras abarcaban los modernoscondados de Dublín y Meath, al este de Uisnech.
Murchad estaba entre los garantes del Cáin Adomnáin (Ley de Inocentes) proclamado en el Sínodo de Birr en 697. Hay pocas noticias de Murchad en los anales irlandeses. Su hermano Bodbchad fue asesinado en la Batalla de Claenath en 704, cerca de Clane en el moderno Condado de Kildare, luchando junto a Fogartach mac Néill contra el Rey de Leinster, Cellach Cualann.
En 714, los anales registran la batalla de Bilis Tened entre Clann Cholmáin, dirigido por Murchad, y Síl nÁedo Sláine cerca de Moynalty. Los hermanos de Murchad, Áed y Colgu murieron en el primer encuentro. Su rival, Flann mac Áedo murió en el segundo.  Clann Cholmáin mantenía una antigua disputa con los Síl nDlúthaig, rama de los Síl nÁedo Sláine, y el padre de Flann, Áed mac Dlúthaig, había asesinado al padre de Murchad en 689. El mismo día de la Batalla de Bilis Tened, los hombres de Meath vencieron a los Uí Fhailgi de Offaly, matando a su rey Forbassach Ua Congaile.
Poco después, el jefe de Síl nÁedo Sláine, Fogartach mac Néill, fue "expulsado del trono y fue a Gran Bretaña". Algunas fuentes posteriores dicen que fue expulsado por el Rey Supremo Fergal mac Máele Dúin. Fogartach fue probablemente expulsado del trono de los Uí Néill del sur por Murchad.

## Muerte
Murchad fue asesinado en 715 por el tío de Fogartach, el belicoso Conall Grant. Los Anales de Ulster y los Anales de Tigernach el llaman "rey del Uí Néill". Este título no es común en los anales. Se corresponde probablemente con el título de "rey del Norte" (Rí en Tuaiscert) vinculado a ciertos Uí Néill del norte que no fueron reyes supremos y significa que Murchad había actuado como teniente del Rey Supremo Fergal el los Uí Néill del sur.

## Familia
Murchad dejó al menos dos hijos, Domnall Midi, que llegaría a ser rey supremo, y Coirpre, que murió en 749. Bressal mac Murchado, muerto en 764, puede haber sido también hijo de Murchad. (Bressal pudo haber sido nieto de Domnall Midi a través de Murchad, hijo de Domnall.) Domnall llegó a ser rey de Uisnech, pero Fogartach regresó de Gran Bretaña en 716 y fue claramente el rey principal de los Uí Néill del sur.